# Kroženje kisika
Kroženje kisika je biogeokemijski cikel, ki opisuje pretok kisika znotraj in med tremi glavnimi rezervoarji: ozračje (zrak), skupna vsebnost bioloških snovi v biosferi (globalno vsota vseh ekosistemov), in litosfera (zemljina skorja). Neustrezen cikel kisika v hidrosfero (skupno masa vode najdemo na, pod in nad površino planeta) lahko povzroči razvoj hipoksičnih območij. Glavni dejavnik cikla kisika je fotosinteza, ki je odgovorna za sodobno zemljino atmosfero in življenje.

## Splošni podatki o kisiku
Kisik je najpogostejši element na zemlji, prisoten je v zraku, vodi in v obliki raznih mineralov in rud. Je brezbarven plin, brez okusa, kemijsko je zelo reaktiven, spaja se z drugimi elementi. Njegovo spajanje je bistveni del procesa korozije, gnitja, trohnenja in dihanja. Kisik poznamo v vseh treh agregatnih stanjih in sicer: V normalnih pogojih je brezbarven plin, utekočinjen je modra tekočina, trdno obliko kisika pa poznamo v temno modri barvi.
V periodnem sistemu elementov ga uvrščamo med nekovine, njegov kemijski simbol je O, ima relativno atomsko maso 16,00 in vrstno število 8. Kot nekovina ima običajno nizko tališče, prav tako ima nizko vrelišče, je slab električni in toplotni prevodnik.

## Kdo potrebuje kisik in kako kroži
Živa bitja za dihanje potrebujejo kisik v zraku. Izdihan zrak pa se po sestavi razlikuje od vdihanega. V njem ni dela kisika, ki ga je porabil organizem, sta pa ogljikov dioksid in vodni hlapi. Organizme, ki porabljajo kisik iz zraka imenujemo aerobni organizmi, tiste ki pa živijo v okolju brez kisika, imenujemo anaerobni organizmi. Zelene rastline pa proizvajajo velik delež kisika v ozračju, le ta neprestano nastaja in se porablja. Takemu procesu pravimo kroženje kisika.

## Rezervoarji
Daleč največji rezervoar kisika na zemlji je v silikatih in mineralovih oksidih v skorji in plašču zemlje (99,5%). Le majhen del je bila sproščena v prosti kisik v biosfero (0,01%) in atmosfero (0,36%). Glavni vir atmosferskega kisika je fotosinteza, ki proizvaja sladkor in kisik iz ogljikovega dioksida in vode: 
Fotosinteza
{\displaystyle {\begin{matrix}\mathrm {6\;CO_{2}+6\;H_{2}O\quad \longrightarrow \;C_{6}H_{12}O_{6}+6\;O_{2}} \qquad \Delta H^{0}=+2870\ {\frac {\mathrm {kJ} }{\mathrm {mol} }}\end{matrix}}}
Fotosinteza organizmov vključuje življenje na  kopenskih območjih, kot tudi fitoplankton oceanov. Mala morska cyanobacterium Prochlorococcus je bila odkrita leta 1986 in predstavlja več kot polovico fotosinteze na odprtem morju.

## Dodatni vir kisika iz zraka
Dodatni vir kisika iz zraka, prihaja iz fotolize, pri čemer visoko ultravijolično sevanje zmanjša atmosfersko vodo in nitrit v komponento atomov. Prosti H in N atoma pa puščata O2 v ozračju:
2H2O + energija → 4H + O2
2N2O + energija → 4N + O2
Glavni način, kjer se izgubi kisik iz ozračja je prek dihanja in gnilobe, mehanizem s katerim živali in bakterije porabljajo kisik in oddajajo ogljikov dioksid. 

Ker lithosferični minerali oksidirajo v kisiku, kemično preperevanje kamnine tudi porabljajo kisik. Primer nastajanje oksidov železa (rje):
4FeO + O2 → 2Fe2O3
Kisik tudi prehaja med biosfero in litosfero. Morski organizmi v biosferi ustvarijo kalcijev karbonat (oklep - CaCO3), ki je bogat s kisikom. Ko organizem umre, svoje lupine pustijo na tleh morja in čez čas se ustvari apnenčasta kamnina litosfere. Proces preperevanja, lahko tudi ustvarja kisik iz litosfere. Rastline in živali, ki se hranijo z minerali iz skal, tudi sproščajo kisik.
Poleg naravnega pridobivanja kisika, ga lahko pridobivamo tudi industrijsko, kar pomeni z frakcionirno destilacijo utekočinjenega zraka. Ta metoda izkorišča Joule-Thomsonov efekt, s katerim se zrak utekočini in nato s frakcionirno destilacijo loči kisik in dušik na osnovi različnih vrelišč posameznega elementa.

## Pomembna količina kisika v vodi
Ko popijemo vodo, obogateno s kisikom, se že v ustih izloči del kisika, ki preko sluznice potuje neposredno v kri. Prav zato priporočamo pitje z zadrževanjem vode v ustih. Ob zaužitju oziroma z vnosom vode v prebavni sistem se ob segrevanju vode na telesno temperaturo iz celičnih membran sprosti še ves preostali kisik. En del kisika potuje neposredno v kri in jetra, drug del pa ga uporabijo celične strukture organov, ki skrbijo za odpornost in jih je v področju prebavil skoraj 70 odstotkov. Kisikova voda pozitivno vpliva na črevesno floro, izboljšuje prebavo in s tem tudi na splošno telesno počutje.

## Zaloge in pretoki
Spodnja tabela ponuja okvirno oceno zaloge in pretokov kroženja kisika.  

Tabela 1: Glavne zaloge vključene v kroženje kisika   
| Zaloga    | Zaloga (kg O2) | Pretok Vhod/Izhod (kg O2 na leto) | Zadrževalni čas (leta) |
| --------- | -------------- | --------------------------------- | ---------------------- |
| Atmosfera | 1.4 * 1018     | 30,000 * 1010                     | 4,500                  |
| Biosfera  | 1.6 * 1016     | 30,000 * 1010                     | 50                     |
| Litosfera | 2.9 * 1020     | 60 * 1010                         | 500,000,000            |

Table 2: Letne pridobitve in izgube atmosferskega kisika (Enote po 1010 kg O2 na leto)   
| Pridobitve |                                |
| Fotosinteza (zemlja) Fotosinteza (ocean) Fotoliza N2O Fotoliza of H2O | 16,500 13,500 1.3 0.03         |
| Skupne pridobitve | ~ 30,000                       |
| Izgube - dihanje in razgradnja |                                |
| Aerobno dihanje Mikrobna oksidacija Zgorevanje fosilnih goriv (antropogeno) Fotokemična oksidacija Vezava N2 zaradi strel Vezava N2 zaradi industrije (antropogeno) Oksidacija zaradi vulkanskih plinov | 23,000 5,100 1,200 600 12 10 5 |
| Izgube - Korozija |                                |
| Kemijska korozija Reakcije površja O3 | 50 12                          |
| Skupne izgube | ~ 30,000                       |

## Ozon O3

### Nastanek ozona
Ozon nastaja pri fotokemičnih reakcijah v atmosferi, v višinah nad 30 km. Molekularni kisik O2 disocira pod vplivom ultravijolične svetlobe(z valovno dolžino 240 nm)v dva kisikova atoma. Nastali atomarni kisik O se lahko spaja z molekulskim kisikom O2 v triatomsko kisikovo molekulo, ki jo imenujemo Ozon O3 .
Molekula ozona močno absorbira ultravijolično svetlobo z valovno dolžino 330 nm in disocira v molekularni in atomarni kisik.
Del kisikovih atomov se ponovno spaja v molekularni kisik. Tako se vzpostavi fotokemično ravnotežje, v kateram sodelujejo tudi drugi plini, ki reagirajo zaradi fotokemičnih in čistih kemičnih reakcij.
Ozon, ki nastaja v višinah nad 30 km, doteka v nižje zračne plasti z zračnimi turbulencami. Zato ja maksimalna koncentracija ozona v območju mad 20 in 30 km. Zrak neposredno nad zemeljskim površjem vsebuje malo ozona.Koncentracija ozona v nižjih zračnih plasteh se ne more povečati, ker ozon pri dotiku z organskimi snovmi na zemeljskem površju, še posebno na gozdnatih površinah, hitro odda organskim snovem tretji atom kisika in preide v molekularno stanje O2

### Delovanje na organizme
Ozonska plast v stratosferi močno absorbira kratkovalovne ultravijolične sončne žarke
(z valovno dolžino pod 300 nm), ki škodujejo skoraj vsem živim organizmom. Verjetno pa je prav ta plast omogočila nastanek življenja na zemlji.Vsebnost ozona v atmosferi močno niha. Vsako dolgotrajnejše zmanjševanje ozona v stratosferi, do katere pride zaradi kemičnih reakcij ozona s škodljivimi plini (CFC plini, zgorevanje fosilnih goriv, izločanje metana iz talečega se permafrosta), poveča intenzivnost ultravijoličnega sevanja na Zemlji. Posledica tega je naraščanje obolevanja za kožnim rakom pri ljudeh.
Ozon tudi draži dihalne poti. V pljuča prodira mnogo globlje kot žveplovi oksidi. Ob večjih koncentracijah napada površino dihal tako močno, da pride lakhko do pljučnega endema, ki povzroča smrt.   
O2 + UV sevanje → 2O

O + O2 → O3

## Zanimivosti
- stabilen kisik je tako trden in povezan da se ne razgradi tudi do več let,
- celice v našem telesu so same po sebi nesposobne iz zraka pridobiti kisik, zato potuje zrak skozi posebne strukture imenovane alveol in preko njih v kri,
- vrednost kisika v vodovodni vodi je v povprečju 5-7, v izvirski vodi pa pribljižno 10-12,
- kisik sam po sebi ni vnetljiv, vendar je zelo močen oksidant, zaradi česar zelo pospešuje gorenje.